# Günter Ruddat
Günter Ruddat (* 1. Februar 1947 in Salzgitter-Hallendorf) ist ein deutscher evangelischer Theologe.

## Leben
Günter Ruddat studierte nach dem Abitur in Duisburg-Hamborn Evangelische Theologie an der Rheinischen Friedrich-Wilhelms-Universität Bonn und der Ruprecht-Karls-Universität Heidelberg. Das Studium schloss er im Herbst 1971 mit dem Ersten Theologischen Examen ab und absolvierte im Anschluss das Vikariat im Bonner Stadtteil Beuel. Parallel dazu arbeitete Ruddat zunächst als Wissenschaftliche Hilfskraft, von 1972 bis 1976 als Wissenschaftlicher Assistent bei Henning Schröer am Lehrstuhl für Praktische Theologie der Evangelisch-Theologischen Fakultät in Bonn. Im Herbst 1976 legte Ruddat das Zweite Theologische Examen ab und wurde Pfarrer des dritten Bezirks der Evangelischen Kirchengemeinde Leverkusen-Wiesdorf (Matthäus-Kirche). Er hatte einen Lehrauftrag für Religionspädagogik an der Johann Wolfgang Goethe-Universität in Frankfurt am Main.
1991 wurde er zum Professor für Praktische Theologie am Fachbereich Religions- und Gemeindepädagogik (später: Gemeindepädagogik und Diakonie) der Evangelischen Fachhochschule Rheinland-Westfalen-Lippe in Bochum berufen (Nachfolge Günter Hegele), zudem 2001 parallel zum nebenamtlichen Professor für Praktische Theologie an der Kirchlichen Hochschule Wuppertal (Nachfolge Christine Reents), 2008 wechselte er ganz an die fusionierte Kirchliche Hochschule Wuppertal/Bethel (Nachfolge Michael Klessmann) und übernahm von 2009 bis 2010 das Rektorat.
1993 promovierte Günter Ruddat mit einer Schrift zum Religionsunterricht in der Hilfsschule von den Anfängen bis 1945 an der Evangelisch-Theologischen Fakultät der Universität Bonn. 
Ruddat war von 1997 bis 2011 Vorsitzender des Ständigen Ausschusses Abendmahl, Gottesdienst, Fest und Feier (AGoFF) und Mitglied der Präsidialversammlung des Deutschen Evangelischen Kirchentags (DEKT), in diesem Kontext hat er u. a. Liturgische Tage zu Personen wie Martin Luther King, Dietrich Bonhoeffer, Albert Schweitzer, Ernst Lange, Martin Niemöller oder auch besondere liturgische Formate wie die missa poetica zu Marie Luise Kaschnitz oder Hilde Domin initiiert.
Ruddat war Mitglied des Gemeinsamen Präsidiums für den 2. Ökumenischen Kirchentag (ÖKT) in München 2010 und leitete – wie schon beim 1. ÖKT Berlin 2003 – von evangelischer Seite die Koordinierungsgruppe Gottesdienst.
Günter Ruddat ist seit 1972 verheiratet mit der Buchhändlerin Kriemhild Ruddat, das Paar hat vier erwachsene Kinder.